# Furie in Belfast
Furie in Belfast is een spionageroman van auteur Gérard de Villiers en het 36e deel uit de S.A.S.-reeks met als protagonist de Oostenrijkse prins en freelance CIA-agent Malko Linge.

## Het verhaal
In Noord-Ierland vindt een meedogenloze strijd plaats tussen de protestanten en katholieken. Het Iers Republikeinse Leger is een ware terreurorganisatie.
Daar wordt in een afgesloten vat Ierse whisky het lijk van Bill Lynch gevonden. Hij was het hoofd van de CIA in Noord-Ierland en leverde, namens de CIA, een beperkt aantal wapens aan de IRA.
De CIA kampt met de vraag wie Bill Lynch heeft vermoord. De protestanten vanwege zijn hulp aan de IRA? Of de katholieken vanwege een vermeend dubbelspel door Lynch? Of is het de Britse Secret Intelligence Service vanwege de inmenging in een Britse “binnenlandse aangelegenheid”?
Malko reist af naar Belfast om het mysterie te ontrafelen.

## Personages
- Malko Linge, Oostenrijkse prins en CIA-agent;
- Bill Lynch, C.O.S. van de CIA in Noord-Ierland

De ligging van Noord-Ierland in het Verenigd Koninkrijk en Europa.

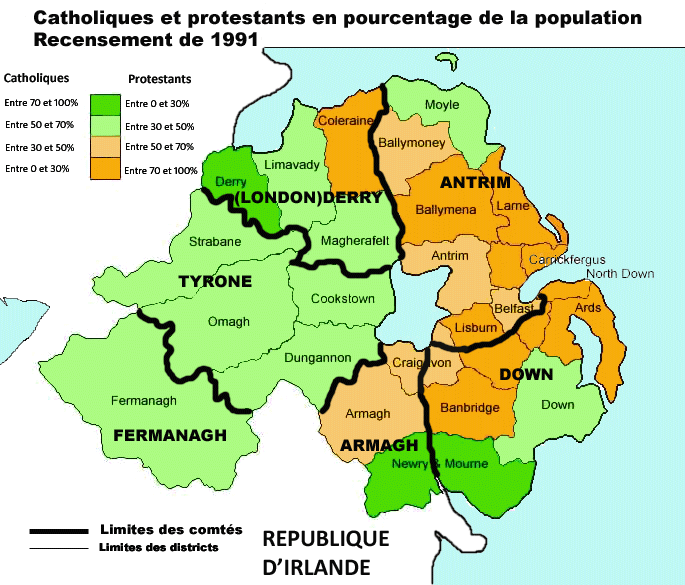
Overzichtskaart van Noord-Ierland en de verdeling Katholiek-Protestants.